# 爱迪生桥 (俄亥俄州)

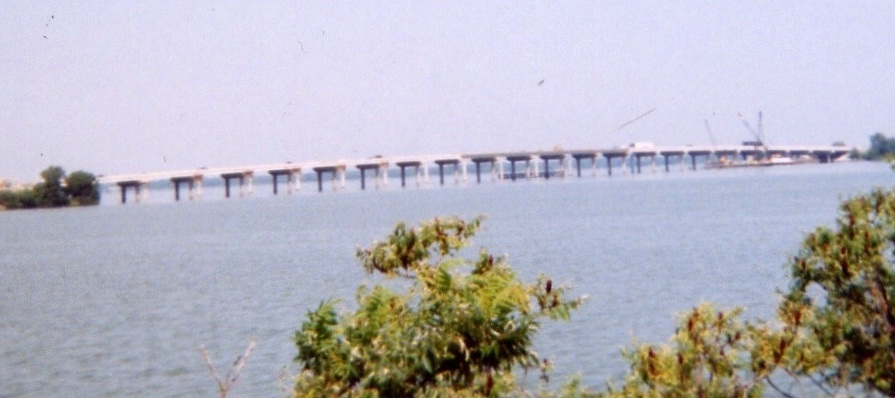
該圖為英語：Thomas A. Edison Memorial Bridge的遠照

托马斯·爱迪生纪念桥（英語：Thomas A. Edison Memorial Bridge），常称为爱迪生桥（英語：Edison Bridge），是2号俄亥俄州州道和 269号俄亥俄州州道共用的通过桑达斯基湾的桥梁，长约2,049英尺（625），于1965年完成，以附近的米兰出生的发明家托马斯·爱迪生的名字命名。